# Campionati europei di ciclismo su pista 2024 - Velocità a squadre maschile
La velocità a squadre maschile ai Campionati europei di ciclismo su pista 2024 si svolse il 10 gennaio 2024 presso il Omnisport Apeldoorn di Apeldoorn, nei Paesi Bassi.

## Risultati

### Qualificazioni
Le prime otto si qualificarono per il primo turno.
| Pos. | Squadra                                                               | Tempo  | Distacco | Note |
| ---- | --------------------------------------------------------------------- | ------ | -------- | ---- |
| 1    | Paesi Bassi Roy van den Berg Harrie Lavreysen Tijmen van Loon         | 43.062 |          | Q    |
| 2    | Francia Florian Grengbo Rayan Helal Sébastien Vigier                  | 43.066 | +0.004   | Q    |
| 3    | Regno Unito Jack Carlin Alistair Fielding Hamish Turnbull             | 43.240 | +0.178   | Q    |
| 4    | Polonia Rafał Sarnecki Maciej Bielecki Mateusz Rudyk                  | 43.500 | +0.438   | Q    |
| 5    | Germania Maximilian Dörnbach Nik Schröter Luca Spiegel                | 43.544 | +0.482   | Q    |
| 6    | Rep. Ceca Matěj Bohuslávek Dominik Topinka Martin Čechman             | 43.568 | +0.506   | Q    |
| 7    | Italia Daniele Napolitano Mattia Predomo Matteo Bianchi               | 43.733 | +0.671   | Q    |
| 8    | Spagna José Moreno Alejandro Martínez Ekain Jiménez                   | 44.261 | +1.199   | Q    |
| 9    | Ucraina Bohdan Danylchuk Vladyslav Denysenko Valentyn Varharakyn      | 45.454 | +2.392   |      |
| 10   | Belgio Mathijs Verhoeven Runar De Schrijver Tjorven Mertens           | 45.540 | +2.478   |      |
| 11   | Grecia Ioannis Kalogeropoulos Miltiadis Charovas Konstantinos Livanos | 45.688 | +2.626   |      |

### Primo turno
Gli accoppiamenti delle batterie furono definiti in base ai tempi delle qualificazioni:
- quarta classificata contro quinta;
- terza classificata contro sesta;
- seconda classificata contro settima;
- prima classificata contro ottava.

Le squadre vincitrici delle batterie furono classificate in base al proprio tempo: le 2 migliori si qualificarono per la finale per la medaglia d'oro, le altre 2 per quella per il bronzo.
| Pos. | Batt. | Squadra                                                        | Tempo  | Distacco | Note |
| ---- | ----- | -------------------------------------------------------------- | ------ | -------- | ---- |
| 1    | 1     | Polonia Daniel Rochna Mateusz Rudyk Rafał Sarnecki             | 43.290 |          | QB   |
| 1    | 2     | Germania Maximilian Dörnbach Nik Schröter Luca Spiegel         | 43.472 | +0.182   |      |
| 2    | 1     | Regno Unito Jack Carlin Alistair Fielding Hamish Turnbull      | 43.159 |          | QB   |
| 2    | 2     | Rep. Ceca Matěj Bohuslávek Dominik Topinka Martin Čechman      | 43.541 | +0.382   |      |
| 3    | 1     | Francia Florian Grengbo Rayan Helal Sébastien Vigier           | 42.712 |          | QG   |
| 3    | 2     | Italia Matteo Bianchi Daniele Napolitano Mattia Predomo        | 43.497 | +0.785   |      |
| 4    | 1     | Paesi Bassi Harrie Lavreysen Roy van den Berg Jeffrey Hoogland | 42.378 |          | QG   |
| 4    | 2     | Spagna Ekain Jiménez Alejandro Martínez José Moreno            | 44.188 | +1.810   |      |

### Finali
| Pos.                             | Squadra                                                        | Tempo  | Distacco |
| -------------------------------- | -------------------------------------------------------------- | ------ | -------- |
| Finale per la medaglia d'oro     |                                                                |        |          |
| 1                                | Paesi Bassi Jeffrey Hoogland Harrie Lavreysen Roy van den Berg | 41.958 |          |
| 2                                | Francia Florian Grengbo Rayan Helal Sébastien Vigier           | 42.718 | +0.760   |
| Finale per la medaglia di bronzo |                                                                |        |          |
| 3                                | Polonia Daniel Rochna Mateusz Rudyk Rafał Sarnecki             | 43.177 |          |
| 4                                | Regno Unito Jack Carlin Alistair Fielding Hamish Turnbull      | 43.205 | +0.028   |